# Râul Borșa
Râul Borșa este un curs de apă, afluent al râului Someșul Mic. 